# Rohan Dennis
Rohan Dennis (født 28. maj 1990) er en australsk forhenværende professionel cykelrytter. 
Dennis er født og opvokset og bor i Adelaide, South Australia. Han blev australsk mester i enkeltstart i 2016 og 2017. Han kører både landevejsløb og banecykling. Han har bl.a. vundet medaljer ved VM i banecykling og VM i landevejscykling og en sølvmedalje i holdforfølgelsesløb ved OL 2012 i London.
Ved London-legene stillede han op sammen med Jack Bobridge, Glenn O'Shea og Michael Hepburn, og de fik næstbedste tid i kvalifikationen, hvorpå de vandt deres førsterundematch mod New Zealand i en tid, der var god nok til at sende dem i finale mod Storbritannien. Briterne havde forbedret verdensrekorden i kvalifikationsrunden, og da de gentog dette i finalen, måtte australierne nøjes med sølvmedaljerne.
Dennis deltog også ved OL 2016 i Rio de Janeiro, hvor han først stillede op i linjeløbet på landevej. Her måtte han dog opgive at fuldføre. Han stillede senere også op i enkeltstarten, og her gik det bedre for ham, idet han opnåede en femteplads.